# Kalanchoe fedtschenkoi
Kalanchoe fedtschenkoi es una especie de planta suculenta del género Kalanchoe. Es originaria de Madagascar, pero ha sido introducida y se ha establecido en algunas partes del sur de los Estados Unidos de América. Ampliamente vendida como una planta de la casa o el jardín.

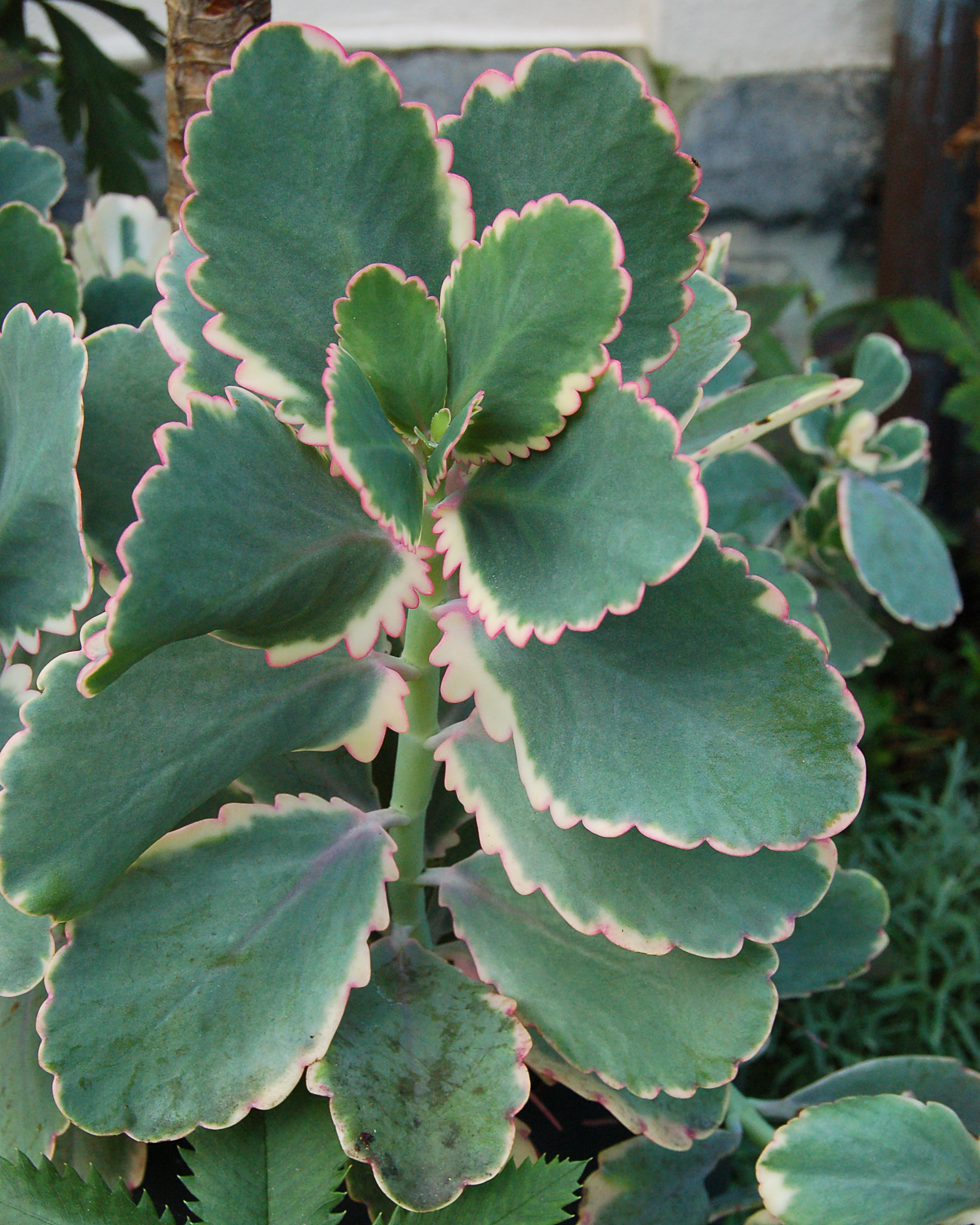
Detalle de las hojas

## Descripción
Una planta de bajo crecimiento, perennifolia suculenta que prefiere los espacios abiertos. Alcanza un tamaño de 30-80 cm con un follaje desordenado. Los tallos son redondos, suaves y laxos con cicatrices de las hojas visibles, a menudo inclinándose para tocar el suelo donde se producen las raíces y una nueva planta. Las hojas son simples , carnosas, alternas , de color azul-verde y ovales u obovadas , con bordes ondulados finos, los bordes pueden a su vez ser de color rosa o rojo bajo la luz solar o con las condiciones de sequía. Las flores tubulares se producen en corimbos , a menudo de varias capas en buenas condiciones. Cada flor tiene un corto cáliz con bordes de segmentos en forma de delta, el cáliz es más corto que la corola tubular. La corola es de un color naranja / coral / albaricoque. Las flores cuelgan hacia abajo.

## Taxonomía
Kalanchoe fedtschenkoi fue descrita por Raym.-Hamet & H.Perrier y publicado en Annales du Museé Colonial de Marseille, sér. 2 3: 75–80. 1915.
Etimología
Ver: Kalanchoe
fedtschenkoi: epíteto otorgado en honor del botánico Boris Alexeevich Fedtschenko (1873-1947), quien fue director del Jardín Botánico Imperial de San Petersburgo. 

## Nombres comunes
- Castellano: Vieira lavanda, vieira amatista, kalanchoe uva de gato.